# Tertîșnîkî, Nosivka
Tertîșnîkî (în ucraineană Тертишники) este localitatea de reședință a comunei Tertîșnîkî din raionul Nosivka, regiunea Cernihiv, Ucraina.

## Demografie
Componența lingvistică a localității Tertîșnîkî
     Ucraineană (97,78%)
     Rusă (1,48%)
     Alte limbi (0,74%)
Conform recensământului din 2001, majoritatea populației localității Tertîșnîkî era vorbitoare de ucraineană (97,78%), existând în minoritate și vorbitori de rusă (1,48%).